# Nothorestias swezeyi
Nothorestias swezeyi är en insektsart som beskrevs av Frederick Arthur Godfrey Muir 1922. Nothorestias swezeyi ingår i släktet Nothorestias och familjen sporrstritar. Inga underarter finns listade i Catalogue of Life.